# Cacosceles oedipus
Cacosceles oedipus là một loài bọ cánh cứng trong họ Cerambycidae.